# Zwartepietendebat

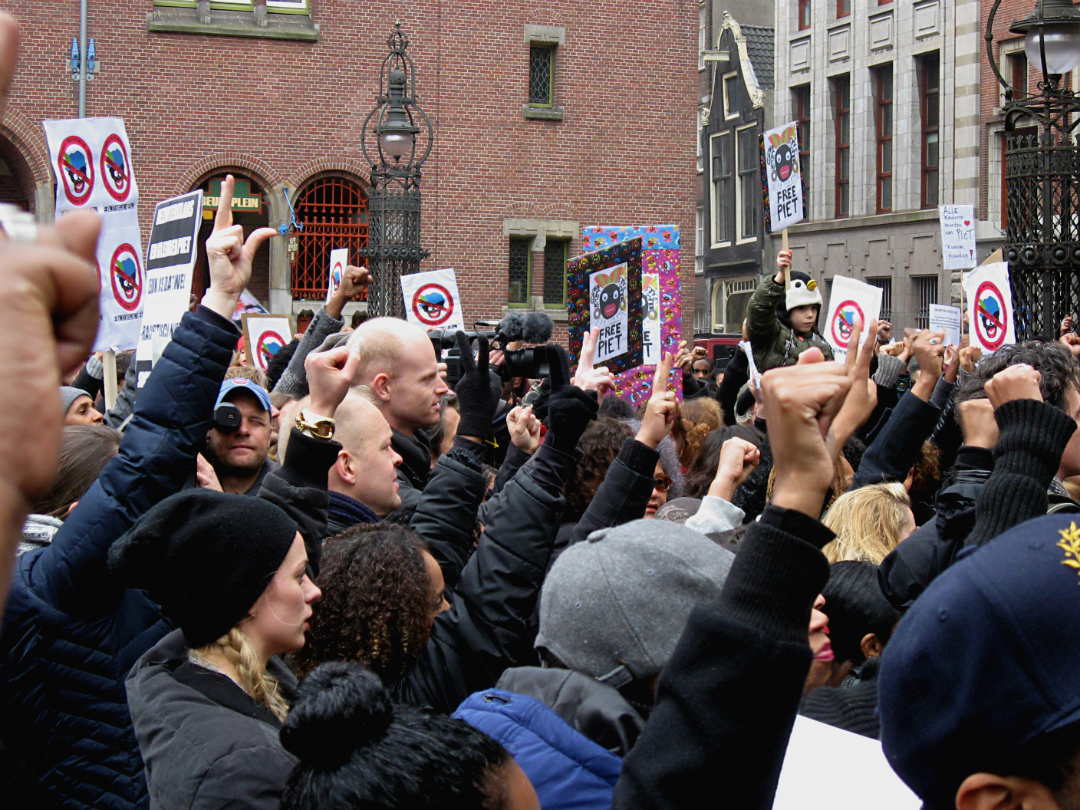
Een protest tegen Zwarte Piet in Amsterdam, 2013

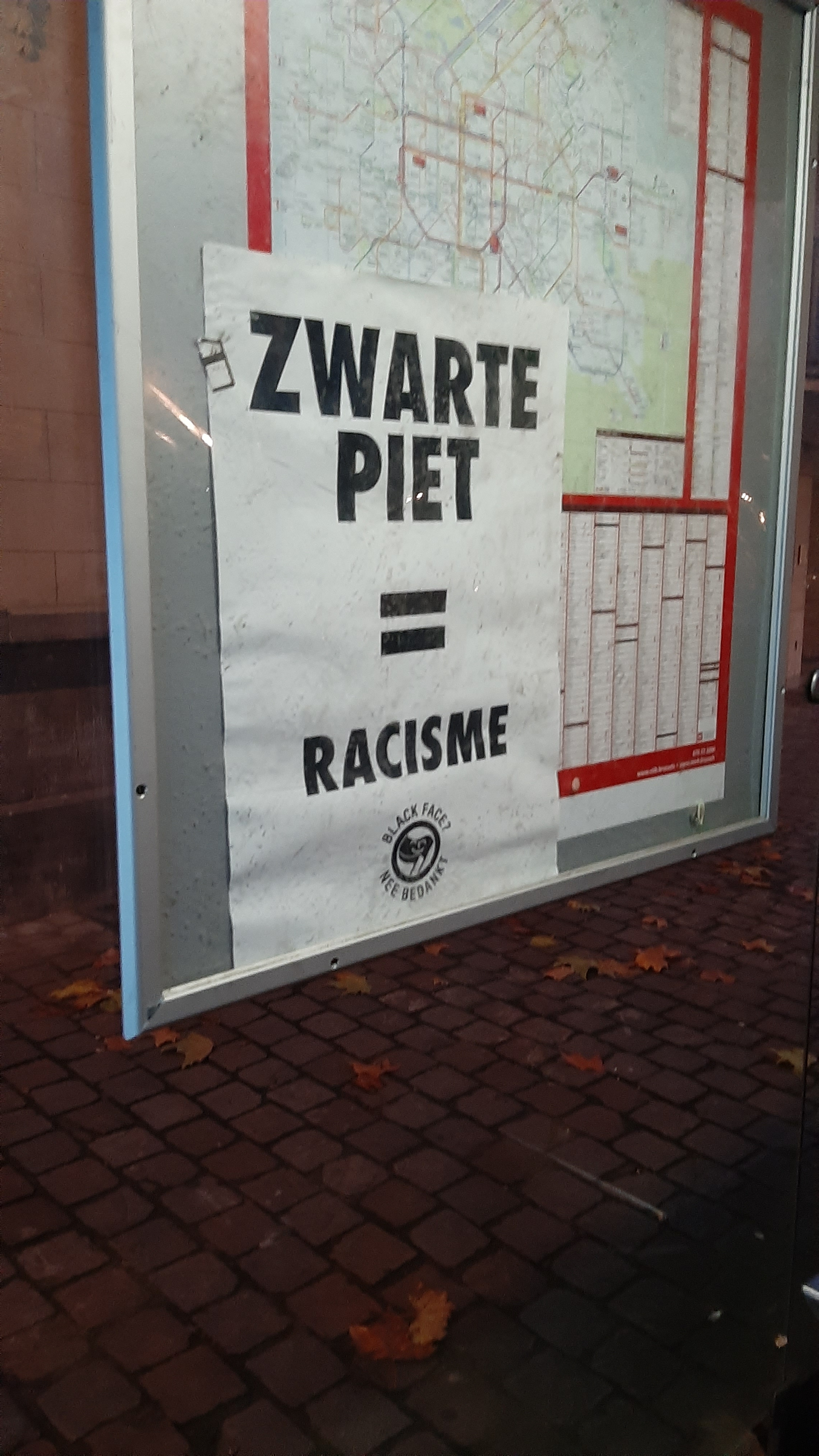
Poster met de tekst "Zwarte Piet = Racisme"

Het zwartepietendebat of de zwartepietendiscussie is een maatschappelijk debat over Zwarte Piet in Nederland en in mindere mate in België, dat aanvankelijk meer media-aandacht kreeg en urgenter werd jaarlijks in de periode voorafgaand aan en rondom de Sinterklaastijd. Tegenstanders van Zwarte Piet stellen dat de figuur stereotyperende en racistische eigenschappen heeft en daardoor ook opvoedkundig niet geschikt is. Voorstanders stellen dat Zwarte Piet een onschuldig en kindvriendelijk folkloristisch figuur is dat voortkomt uit de Nederlandse traditie. 
Bij discussies over racisme wordt ook onderscheid gemaakt tussen vooroordelen, discriminatie en uitlatingen of houdingen die door sommigen niet als zodanig worden erkend doch door anderen desalniettemin wel als kwetsend, beledigend of stuitend worden ervaren. Dit gegeven speelt een centrale rol in het Nederlandse zwartepietendebat. 
De bestuursrechter van de Amsterdamse rechtbank oordeelde in juli 2014 dat het uiterlijk en gedrag van Zwarte Piet leiden tot het beeld dat zwarte mensen ondergeschikt en dom zijn. Uit opiniepeilingen tussen 2013 en 2020 blijkt een dalende trend in het aantal voorstanders van het behoud van traditionele uiterlijk van de pietenfiguur.

## Achtergrond
In 1836 schreef de archivaris Laurens Philippe Charles van den Bergh voor het eerst over den zwarten knecht van St. Nikolaas. Voordien was er reeds de folklore van zwart geschminkte klazen en boemanfiguren.
De eerste afbeelding van een zwarte knecht van Sinterklaas verscheen in 1850 in het prentenboek Sint Nikolaas en zijn knecht van onderwijzer Jan Schenkman met tekeningen van een onbekende maker. Schenkman publiceerde zijn boekje op het moment dat de tijdsgeest aan het veranderen was; de slavernij in de koloniën stond onder druk of werd al afgeschaft. Het houden van slaven was in Nederland reeds lang ongebruikelijk, waardoor de afbeelding niet op te vatten is als een huisslaaf, maar een knecht in betrekking.
In de loop der tijd zijn er elementen in de rol van Zwarte Piet geslopen, waarbij negatieve stereotypen van zwarte mensen werden gehecht aan Zwarte Piet. Het reduceren van Zwarte Piet tot een uiting van het koloniale denken is volgens literatuurwetenschapper Rita Ghesquiere "een sterke vereenvoudiging" die geen recht doet aan het historische materiaal.
Pas vanaf de jaren zestig van de 20e eeuw kreeg Piet weer een positiever imago.

## Geschiedenis

### Jaren 1930
In 1927 werd in een krant voor het eerst melding gemaakt van een donkerkleurig persoon die werd aangesproken als Zwarte Piet. Dit betrof een geval waarbij een gedaagde na het plegen van een geweldsdelict voor de Rotterdamse politierechter moest verschijnen en in zijn verweer aangaf op straat voortdurend 'Zwarte Piet' of 'Monkey Brand' te horen te krijgen. Gedurende de daaropvolgende decennia zijn vergelijkbare incidenten gerapporteerd.
De eerste kritiek op Zwarte Piet in de media leverde Herman Salomonson in 1930 in het zogenoemde "neger-nummer" van De Groene Amsterdammer. Hij schreef hierin onder zijn pseudoniem Melis Stoke het artikel De negers in ons huiselijk verkeer dat donkerkleurige personen eenzijdig in de reclame worden opgevoerd om producten die zwart van kleur zijn aan te prijzen en dat kleine kinderen een neger associëren met 'een zwarte man, een knecht van een bekend filantroop uit de rooms-katholieke wereld, een muzikant, een liedjeszanger etc', in plaats van naar diepere kwaliteiten te kijken. Hij stelde voor om het stereotiepe patroon te doorbreken door bijvoorbeeld een zwarte Sinterklaas op te voeren gediend door een wit geschminkt knechtje.

### Jaren 1960 - 2000
Bezwaren tegen Zwarte Piet werden opnieuw geuit in de jaren zestig van de 20e eeuw. M.C. Grünbauer presenteerde in 1968 in Panorama het idee van een "Witte Pietenplan". In 1964 verbood televisie-Sinterklaas Adri van Oirschot zijn Pieten 'krom' te praten en zei dat ze niet 'overdreven dom' moesten acteren.
Rond de onafhankelijkheid van Suriname in 1975 verhuisden veel Surinamers naar Nederland en vestigden zich met name in Amsterdam en Rotterdam. In Nederland werden zij geconfronteerd met de vergelijking tussen de figuur van Zwarte Piet en de creoolse cultuur. In 1981 startten personen vanuit de Solidariteits Beweging Suriname de actie 'Sinterklaas vieren zonder Zwarte Piet', en in 1986 pleitte de Beweging Surinaams Links ervoor om het kinderfeest zonder de figuren Sinterklaas en Zwarte Piet te vieren.
In 1994 werd het actiecomité 'Zwarte Piet = Zwart Verdriet' opgericht door Lulu Helder en Jaffar Forster. Het was een actiecomité voor een verandering van de viering van het Sinterklaasfeest, te beginnen in de Amsterdamse wijk Bijlmer. Het "Zwart Verdriet" in de naam verwees naar de lange geschiedenis van racisme, kolonialisme en onderdrukking die voor de activisten inherent verbonden was aan de zwarte karikatuur in het Sinterklaasfeest. Het voornaamste doel van het actiecomité was dat de racistische liedjes en karikatuur Zwarte Piet uit het onderwijs werd verwijderd in de Bijlmer, en de jaarlijkse optocht in de Amsterdamse Poort werd aangepast. De jonge zwarte Amsterdammers hielden tussen 1994 en 1997 jaarlijks demonstraties in de Bijlmermeer, en kondigde juridische stappen aan als de basisscholen in de Bijlmer niets zouden veranderen. Ook werd een petitie overhandigd aan de Wethouder van Onderwijs, drs. Burleson. Daarop verzocht de Commissie  Openbaar Onderwijs van Amsterdam Zuidoost de openbare scholen in 1997 om geen Zwarte Pieten meer uit te nodigen. Vijftien basisscholen pasten het feest aan, en kwamen met een Sint Nicolaascode. De Zwarte Piet verdween op de scholen, en bepaalde Sinterklaasliedjes werden niet meer gezongen, zoals Daar wordt aan de deur geklopt, met de door de personage Zwarte Piet gezongen zinsnede: "Ook al ben ik zwart als roet, 'k meen het wel goed". De optocht in de Bijlmer werd in 1997 aangepast met gekleurde Pieten maar daarna werd de Zwarte Piet-figuur weer geïntroduceerd. Wel werden de gouden oorringen soms weggelaten en werd het kroeshaar vervangen door zwarte krullen. De poging om in 1997 bij de intocht in de Bijlmermeer alleen 'Bonte Pieten' mee te laten lopen leidde echter tot veel negatieve reacties. Er ontstond steeds fanatieker wordende steun voor het behoud in plaats van afschaffing van Zwarte Piet en uit een onderzoek in 1998 bleek dat 96% van de bevolking Sinterklaas als een traditie zag, die niets met discriminatie te maken had. Het experiment  met de gekleurde Pieten in de Bijlmer kreeg geen vervolg. Daarop besloot Lulu Helder het anders aan te pakken en diverse wetenschappers te benaderen voor een kritische bundel over de culturele, historische en sociale betekenis van de zwarte én witte figuur binnen het Sinterklaasfeest. Helder vroeg Scotty Gravenberch als co-redacteur voor de bundel. 
In 1998 brachten Lulu Helder en Scotty Gravenberch het boek Sinterklaasje, kom maar binnen zonder knecht uit, waarin zij de traditionele figuur van Zwarte Piet als een vorm van alledaags racisme aan de kaak stelden. Naast de auteurs zelf schreven diverse andere auteurs, wetenschappers en schrijvers een bijdrage voor het boek: Jan Nederveen Pieterse, Waldo Heilbron, Guno Jones, Teun van Dijk, Diana Fräser, Jo Vandecauter, Astrid Roemer, Celestine Raalte, Dawkins de Boer, Cosmo Wisselgeld en Kon Makandra. Ook bevat het boek interviews met Anil Ramdas, Donald Jones en Helene Leisius. Verschillende kranten in zowel Nederland als België besteedden aandacht aan het boek, maar op radio en televisie werd het doodgezwegen, iets wat kenmerkend was voor de controverse rond het onderwerp.

### 2011 - heden (heropleving)
Zwarte Piet Is Racisme was een project van Quinsy Gario (dichter, kunstenaar en activist) en Jerry Afriyie (dichter en activist) vanuit Stichting Nederland Wordt Beter. Bij dat project confronteerden Gario en Afriyie mensen met dit perspectief door in het openbaar T-shirts te dragen met de leus zwarte piet is racisme. 
De eerste keer dat Gario in het openbaar dat T-shirt droeg was op 1 juni 2011, in Theatercafé De Bastaard in Utrecht. Bij de landelijke intocht van Sinterklaas in Dordrecht op 12 november 2011 droegen Gario en Afriyie de T-shirts met de leus, waarna zij, Siri Venning en Steffi Weber gearresteerd werden. Dit kwam in het (internationale) nieuws. Gario en Afriyie dienden een klacht in bij de politie omdat zij zich beperkt voelden in hun vrijheid van meningsuiting.
In 2013 begon de discussie opnieuw, naar aanleiding van een brief van de Verenigde Naties in januari 2013, waarin de Nederlandse regering om opheldering werd gevraagd over het sinterklaasfeest en het stereotiepe beeld van Zwarte Piet. Later verduidelijkte de VN dat het hier ging om 'vrijwilligers die niet betaald worden door de VN en in eigen naam spreken'.
Zwarte Piet is Racisme begon in 2014 samen met Stop Blackface en Zwarte Piet Niet met Kick Out Zwarte Piet. Dit kwam in het (internationale) nieuws.
In 2016 verscheen de documentaire Wild Geraas van journalist Arnold-Jan Scheer. In deze documentaire voeren historici aan dat Zwarte Piet kan verwijzen naar de Moren die al eeuwenlang vrij rondliepen in Venetië. De Nederlandse publieke omroepen hadden geen belangstelling om de film te vertonen. Scheer betoogde: "De winterfolklore van Sinterklaas en Zwarte Piet is ouder dan de variant die Jan Schenkman rond 1850 vastlegde in een kinderboek, ouder ook dan de Nederlandse slavenhandel".
In datzelfde jaar werd Afriyie door de politie uit een bus getrokken. Daarbij zou hij in zijn gezicht gestompt zijn en met knuppels zijn geslagen, waarvan hij aangifte deed. In 2018 werd een confrontatie in Eindhoven op video vastgelegd; een groep blanke mannen schreeuwde racistische leuzen en bekogelde Afriyie en andere activisten met eieren, waarbij politie-agenten toekeken zonder in te grijpen.
Aan het eind van de jaren 2010 is het debat veranderd in een gepolariseerd conflict dat vooral draait om de kwestie in hoeverre een Nederlandse traditie die door een deel van de inwoners als kwetsend, beledigend en/of stuitend wordt ervaren dient te worden aangepast of gehandhaafd.

## Houding

### Volwassenen
Onderzoek in de vorm van 19 interviews door het Nederlands Centrum voor Volkscultuur en Immaterieel Erfgoed in 2014 liet zien dat liefhebbers en critici vanuit een volstrekt andere perceptie naar de figuur Zwarte Piet kijken. Zowel liefhebbers als critici stellen dat de ander een verkeerd beeld heeft van de werkelijke achtergrond van Zwarte Piet.
Het Ministerie van Sociale Zaken en Werkgelegenheid voert jaarlijks de zogenaamde Pietenpeiling uit onder de Nederlandse bevolking naar hun mening over Zwarte Piet, zowel bij autochtone Nederlanders als bij Surinamers en Antillianen. Op verzoek van NRC Handelsblad zijn deze cijfers in 2017 openbaar gemaakt. Uit dit onderzoek blijkt onder meer dat 88% Zwarte Piet niet discriminerend vindt en 82% van de Nederlanders vindt dat Zwarte Piet moet blijven zoals hij nu is. Het ministerie ziet wel een lichte verschuiving ten opzichte van 2015, met name in de Randstad. Surinaamse en Antilliaanse Nederlanders denken door de discussie meer na over de betekenis. Hun opvattingen en die van de autochtone Nederlanders over Zwarte Piet lopen hierdoor steeds meer uiteen.
In Amsterdam is er een grote minderheid die het uiterlijk van Zwarte Piet wenst aan te passen. De discussie lijkt een kloof zichtbaar te maken tussen de Randstad en de overige delen van Nederland.

### Kinderen
Tot 2016 was er geen onderzoek gedaan bij kinderen over hun houding ten opzichte van Zwarte Piet. Uit een onderzoek van de Universiteit Leiden in 2016 bleek dat jonge kinderen tussen de vijf en zeven jaar Zwarte Piet als een positief figuur zien met associaties als harde werker, belangrijk en moedig. 83% van de kinderen is zich bewust van zijn huidskleur. Kinderen blijken echter meer een associatie te leggen met een clownesk figuur dan met gekleurde mensen. De onderzoekers schetsen dat de kans klein is dat kinderen door de figuur Zwarte Piet negatieve stereotyperingen van mensen met een donkere huidskleur krijgen.
Er ontbreekt representatief wetenschappelijk onderzoek over de mate waarin kinderen gepest of gediscrimineerd worden met verwijzingen naar Zwarte Piet. In 2016 hield de Kinderombudsman een onderzoek in de vorm van vier kringgesprekken met kinderen in de leeftijd van 10 tot 16 jaar om hun ervaringen te horen. Op grond van de gehoorde ervaringen leek het de Kinderombudsman aannemelijk dat de traditionele figuur van Zwarte Piet kan bijdragen aan pesten, sociale uitsluiting of discriminatie en daardoor in strijd is met het Kinderrechtenverdrag. Het verdrag geeft kinderen het recht op gelijke behandeling, bescherming tegen discriminatie en stelt dat belangen van het kind voorop moeten staan bij alle maatregelen die voor hen belangrijk zijn. De Kinderombudsman beveelt aan dat de Zwarte Piet zich ontdoet van discriminerende en stereotyperende kenmerken maar liet zich er niet uit over welke aanpassingen nodig zouden zijn. Hiervoor zou met name op scholen naar kinderen geluisterd moeten worden en zou de discussie op een kindwaardige wijze gevoerd dienen te worden.
Losse, individuele ervaringen van kinderen die rond Sinterklaastijd gepest of gediscrimineerd werden met verwijzingen naar Zwarte Piet waren al langer bekend, bijvoorbeeld in de uitspraak die Gerda Havertong deed in 1987 in een uitzending van Sesamstraat: "Het is elk jaar weer hetzelfde liedje. Sinterklaas is nog geen eens in het land of zwarte mensen, grote mensen en kinderen, worden voor Zwarte Piet uitgescholden."

### Jongeren

Grafiek over mening over Zwarte Piet bij verschillende leeftijdsgroepen (eind 2018).

Jongeren zijn tegenwoordig gemiddeld meer voor een veranderende Piet dan de oudere leeftijdsgroepen.

### Opiniepeilingen
Het EenVandaag-opiniepanel heeft sinds 2013 jaarlijks in november zijn mening gegeven over of het uiterlijk van Zwarte Piet veranderd zou moeten worden. Gemiddeld namen daaraan 38.000 mensen deel, terwijl voor andere kwesties normaal gesproken ongeveer 22.000 tot 25.000, wat leek aan te geven dat deze discussie erg bovengemiddeld leefde onder de bevolking.
Uit meerdere opiniepeilingen in de periode 2017-2019 blijkt dat de meerderheid van de Nederlandse bevolking voor de traditionele zwarte piet is, hoewel met zeer verschillende percentages.
Naar aanleiding van de protesten na de dood van George Floyd, die gingen over thema's zoals (de effecten van) racisme, kolonialisme en slavernij in de samenleving, voerde EenVandaag in juni 2020 een peiling uit waarbij de opinie was verschoven ten opzichte van eerdere jaren en er voor het eerst geen meerderheid was voor het behoud van een traditionele Zwarte Piet. Bij deze peiling werden de ondervraagden voor het eerst ingedeeld naar huidskleur: er deden 33.600 mensen mee 'die aangaven een witte/blanke huidskleur te hebben en 4.913 mensen met een licht of donker getinte huidskleur'. Hieruit bleek dat twee derde van de getinte Nederlanders voor aanpassen was, maar een nipte meerderheid van witte Nederlanders tegen; verder twijfelden witte respondenten vaker of hadden vaker geen mening dan getinte ondervraagden.
| Percentage wat moet er volgens u/jou gebeuren met het uiterlijk van de traditionele Zwarte Piet? (%) | Percentage wat moet er volgens u/jou gebeuren met het uiterlijk van de traditionele Zwarte Piet? (%) | Percentage wat moet er volgens u/jou gebeuren met het uiterlijk van de traditionele Zwarte Piet? (%) | Percentage wat moet er volgens u/jou gebeuren met het uiterlijk van de traditionele Zwarte Piet? (%) | Percentage wat moet er volgens u/jou gebeuren met het uiterlijk van de traditionele Zwarte Piet? (%) | Percentage wat moet er volgens u/jou gebeuren met het uiterlijk van de traditionele Zwarte Piet? (%) | Percentage wat moet er volgens u/jou gebeuren met het uiterlijk van de traditionele Zwarte Piet? (%) | Percentage wat moet er volgens u/jou gebeuren met het uiterlijk van de traditionele Zwarte Piet? (%) | Percentage wat moet er volgens u/jou gebeuren met het uiterlijk van de traditionele Zwarte Piet? (%) | Percentage wat moet er volgens u/jou gebeuren met het uiterlijk van de traditionele Zwarte Piet? (%) | Percentage wat moet er volgens u/jou gebeuren met het uiterlijk van de traditionele Zwarte Piet? (%) | Percentage wat moet er volgens u/jou gebeuren met het uiterlijk van de traditionele Zwarte Piet? (%) | Percentage wat moet er volgens u/jou gebeuren met het uiterlijk van de traditionele Zwarte Piet? (%) |
| --- | --- | --- | --- | --- | --- | --- | --- | --- | --- | --- | --- | --- |
| | 2013                                                                                                 | 2014                                                                                                 | 2015                                                                                                 | 2016                                                                                                 | 2017                                                                                                 | 2018                                                                                                 | 2019                                                                                                 | juni 2020                                                                                            | 2020                                                                                                 | 2021                                                                                                 | 2022                                                                                                 | 2023                                                                                                 |
| Het uiterlijk moet niet aangepast worden                                                             | 89                                                                                                   | 83                                                                                                   | 80                                                                                                   | 74                                                                                                   | 68                                                                                                   | 68                                                                                                   | 71                                                                                                   | 47 (wit: 53%; getint: 26%)                                                                           | 55                                                                                                   | 56                                                                                                   | 53                                                                                                   | 55                                                                                                   |
| Het uiterlijk moet wel aangepast worden                                                              | 5 | 13                                                                                                   | 15                                                                                                   | 20                                                                                                   | 26                                                                                                   | 28                                                                                                   | 26                                                                                                   | 41 (wit: 35%; getint: 68%)                                                                           | 34                                                                                                   | 32                                                                                                   | 34                                                                                                   | 32                                                                                                   |
| Weet niet / geen mening:                                                                             | | | | | 6 | | | 10 (wit: 11%; getint: 7%)                                                                            | | | | |

| Percentage roetveegpieten bij landelijke intocht acceptabel? | Percentage roetveegpieten bij landelijke intocht acceptabel? | Percentage roetveegpieten bij landelijke intocht acceptabel? | Percentage roetveegpieten bij landelijke intocht acceptabel? | Percentage roetveegpieten bij landelijke intocht acceptabel? | Percentage roetveegpieten bij landelijke intocht acceptabel? |
| ------------------------------------------------------------ | ------------------------------------------------------------ | ------------------------------------------------------------ | ------------------------------------------------------------ | ------------------------------------------------------------ | ------------------------------------------------------------ |
|                                                              | 2019                                                         | 2020                                                         | 2021                                                         | 2022                                                         | 2023                                                         |
| Wel                                                          | 31                                                           | 47                                                           | 46                                                           | 53                                                           | 54                                                           |
| Niet                                                         | 66                                                           | 43                                                           | 45                                                           | 37                                                           | 37                                                           |
| Weet niet                                                    | 3                                                            | 10                                                           | 9                                                            | 10                                                           | 9                                                            |

## Internationaal
In oktober 2013 mengde VN-consultant Verene Shepherd zich in de discussie toen zij de figuur van Zwarte Piet "een terugkeer naar de slavernij noemde". De uit Jamaica afkomstige consultant stelde "wij gaan ook niet de straat op en zeggen; dit is hoe alle blanke mensen eruitzien" en vroeg om een einde aan de sinterklaastraditie te maken. Uiteindelijk bleek Shepherd niet namens de VN te mogen spreken.
Uit protest hiertegen begonnen twee mannen uit Roosendaal in 2013 een 'Pietitie' op Facebook. De pagina groeide uit tot de snelst groeiende Facebookpagina in Nederland ooit.
Opinieschrijver Karen Attiah van de Washington Post uitte in 2014 haar weerzin tegen Zwarte Piet naar aanleiding van het sinterklaasfeest dat zij in 2012 meemaakte in Curaçao waaraan 80% donkergekleurden deelnamen. Zij associeerde het met het slavernijverleden en met het in de Verenigde Staten bekende fenomeen blackface. In de documentaire Zwart als roet uit 2014 liet Sunny Bergman mensen in Londen reageren op twee Zwarte Pieten. Veel bewoners vonden de blanke personen in traditioneel zwartepietenkostuum racistisch, en een aantal reageerde agressief.
In augustus 2015 adviseerde de VN-commissie voor de uitbanning van rassendiscriminatie de Nederlandse overheid om negatieve stereotypering aan te passen door de beeltenis van Zwarte Piet te wijzigen. De VN-commissie stelt dat Zwarte Piet soms zodanig wordt weergegeven dat het negatieve stereotypen van mensen van Afrikaanse komaf afbeeldt en dat het door veel mensen van Afrikaanse komaf geassocieerd wordt met slavernij. Ze is bezorgd over het discriminerende effect van dergelijke stereotypen en de behandeling van mensen die hier tegen protesteren.
Naar aanleiding van een debat over de dood van George Floyd en de Black Lives Matter protestbeweging nam het Europees Parlement op 19 juni 2020 een — niet bindend — amendement aan dat tradities als Zwarte Piet veroordeelde.
Op 11 augustus 2020 werden afbeeldingen van Zwarte Piet op Facebook en Instagram verboden.

## Binnenlandse politiek

Grafiek over mening over de figuur Zwarte Piet per stemmers van politieke partijen.

De Partij voor de Vrijheid stelde in 2014 voor de traditionele Zwarte Piet wettelijk te beschermen. Een Zwarte Piet zou in het wetsvoorstel verplicht een egaal zwart of donkerbruin gezicht moeten hebben, rood geverfde lippen, zwart krulhaar en goudkleurige oorbellen, en diende gekleed te zijn in een fluweelachtig pak met pofbroek en een hoofddeksel met een gekleurde veer. In 2017 bracht de Raad van State een negatief advies uit over deze voorgestelde wet en wees erop dat het niet aan de overheid is om te bepalen hoe het gevolg van Sinterklaas eruit moet zien. Het voorstel bleek bovendien niet verenigbaar met de vrijheid van meningsuiting, die beschermd wordt door de Grondwet en het Europees Verdrag voor de Rechten van de Mens: "Vanouds vallen evenementen als Sinterklaas, carnaval of het bloemencorso niet onder dit grondrecht, maar door de 'Pietencontroverse' heeft de keus voor een Piet met een bepaalde kleur steeds meer de betekenis gekregen van een stellingname, een opinie. Afwijkende sinterklaasvieringen komen daarmee onder het bereik van de uitingsvrijheid".
Het wetsvoorstel voor de Zwarte Pietwet werd in 2017 door de Tweede Kamer verworpen. Alleen de PVV-fractie stemde voor. Het kabinet was er voorstander van dat het kinderfeest met zijn tijd mee zou gaan. Later gaf premier Rutte echter aan bij het standpunt te blijven dat de politiek zich niet diende te mengen in de discussie.
In november 2019 verklaarde PVV-Kamerlid Bosma in het debat over de cultuurbegroting in de Tweede Kamer met onderwijsminister Van Engelshoven dat "de voortdurende Zwarte Piet-discussie in Nederland" zijns inziens voor "iets groters" zou staan: volgens hem zouden "de elites" het sociale contract met "het volk" hebben verbroken.
In juni 2020, volgend op de wereldwijde verontwaardigde reacties op de dood van de Amerikaan George Floyd en daaropvolgende protesten tegen racisme, gaf premier Rutte te kennen dat hij in de afgelopen jaren "anders was gaan denken" over het uiterlijk van Zwarte Piet naar aanleiding van gesprekken met personen die daartegen bezwaren uitten. Hij vindt echter nog steeds dat het uiterlijk van Zwarte Piet niet vanuit de overheid moet worden aangepast, maar gaf aan dat het 'een volkscultuur [is] die verandert in de tijd onder druk van het maatschappelijk debat' en dat er 'over een aantal jaren bijna geen Pieten meer zwart [zullen] zijn.'

## Rechtszaken
In 2013 werden in Amsterdam tegen de door burgemeester Eberhard van der Laan verstrekte evenementenvergunning voor de intocht van Sinterklaas bezwaarschriften ingediend vanwege het negatief stereotype van Zwarte Piet. De Afdeling bestuursrechtspraak van de Raad van State oordeelde in november 2014 dat de vergunning terecht was afgegeven, aangezien een burgemeester een evenement alleen op orde en veiligheid en niet inhoudelijk mag beoordelen. De Leidse jurist Frank King trad in deze procedure namens de verzoekers op, waarbij ze een rechtszaak wonnen bij de rechtbank in Amsterdam. King ontving veel bedreigingen, en droeg het werk over aan mensenrechtenadvocaat Wil Eikelboom.
In juni 2015 deden enkele belangengroepen (Stichting Nederland Wordt Beter, Zwarte Piet Niet en Stop Blackface) aangifte tegen organisaties die Zwarte Piet afbeeldden, zoals de NTR (als maker van het Sinterklaasjournaal), AH, Blokker, HEMA, Bijenkorf, V&D, en tegen het Sint en Pietengilde. Het Gerechtshof Amsterdam besloot dat het Openbaar Ministerie niet hoefde te vervolgen omdat er geen strafbare feiten waren gepleegd. Ook na een verzoek op grond van artikel 12 besliste het gerechtshof Amsterdam in juni 2017 dat justitie niet tot vervolging over hoefde te gaan.
In een andere procedure, voor de Algemene Bezwaarschriftencommissie van de gemeente Rotterdam, oordeelde de commissie dat burgemeester Ahmed Aboutaleb in 2016 de demonstratie van anti-Zwarte Piet-activisten tijdens de intocht terecht had verboden.
In 2018 werd een rechtszaak gehouden tegen een man die mensen opruide om geweld tegen Sinterklaas te gebruiken.
In 2019 werd een rechtszaak aangespannen tegen de gemeente Apeldoorn, omdat er alleen roetveegpieten bij de landelijke intocht aanwezig zouden zijn. Het bezwaar werd door de rechter afgewezen.

## Protesten
Tijdens de intocht in november 2011 werden in Dordrecht vier mensen gearresteerd omdat zij protesteerden, zonder daarvoor een vergunning te hebben aangevraagd. De actievoerders onder aanvoering van Quinsy Gario droegen T-shirts met daarop de tekst 'Zwarte Piet Is Racisme'.
In 2013 was de discussie over Zwarte Piet bijzonder fel. Voor- en tegenstanders debatteerden heftig en in een enkel geval ging men zelfs met elkaar op de vuist. Ook werden er bedreigingen geuit bij de intocht in Gouda.
In Meppel protesteerde Sylvana Simons in 2015 tijdens de intocht samen met enkele anderen op sobere wijze vanwege de aanslagen in Parijs van een dag eerder. De meeste pieten bleven traditioneel zwart.
Tegenstanders van Zwarte Piet wilden in 2016 demonstreren bij de landelijke intocht. Er werd ook een tegendemonstratie aangekondigd. Onder meer de Nederlandse Volksunie (NVU) kondigde een demonstratie aan, met als thema "Ik schaam mij niet voor Zwarte Piet! Stop de kinderfeest haters!".
Op 12 november 2016, de dag van de intocht was een noodverordening in Maassluis van kracht op grond van artikel 176 Gemeentewet en de artikelen 6 en 7 lid a en c van de Wet Openbare Manifestaties. Deze verordening was bedoeld als juridisch handvat om eventuele ongeregeldheden te voorkomen of in de kiem te kunnen smoren. De intocht verliep rustig, mede door inzet van honderden agenten, Mobiele Eenheid en vrijwilligers.
De Kinderombudsman en Ineke Strouken, de directeur van het Kenniscentrum Immaterieel Erfgoed Nederland, kregen vele honderden haatmails nadat zij voorstelden Zwarte Piet aan te passen.
In 2017 wilde de actiegroep 'Kick Out Zwarte Piet' actievoeren in Dokkum, maar zij bereikten de plaats niet. In Dordrecht werden door anti-Zwarte Piet-demonstranten vernielingen aangebracht aan het Sinterklaashuis. In 2018 waren in zeventien steden protesten aangekondigd door deze actiegroep.
In november 2019 kwamen honderden mensen bijeen in Scheveningen om te protesteren tegen het aantasten van de Zwarte Piet-traditie. In dezelfde maand werd een vergadering van actievoerders van Kick Out Zwarte Piet in Den Haag verstoord door "aanhangers van Zwarte Piet". Kort hierna berichtte dagblad de Volkskrant naar aanleiding van enkele recente incidenten met op KOZP gerichte agressie dat de "anti-Zwarte Piet-beweging" aan goodwill leek te winnen.
In 2020 werd ingegrepen door de Mobiele Eenheid bij een protest van KOZP in Maastricht, toen de betoging werd verstoord door tegendemonstranten, die de KOZP-demonstranten bedreigden. De politie meldde dat pro-Zwarte-Pietdemonstranten zich tegen de agenten keerden, en arresteerde vijf van hen. KOZP kondigde ook aan te gaan protesteren tegen 'grijze piet'. Tijdens een protest op zaterdag 21 november 2020 kwam het tot ongeregeldheden en werden vier tegendemonstranten gearresteerd waarvan twee voor openlijke geweldpleging, een voor mishandeling, en een voor belediging. Ook werd de politie met eieren bekogeld. Een andere demonstratie die op dezelfde dag zou plaatsvinden in Eindhoven werd geschrapt, omdat KOZP de maatregelen die politie en gemeente genomen hadden onvoldoende vonden.
In 2023 werd er nog maar in één plaats in Nederland gedemonstreerd tegen het uiterlijk van Zwarte Piet. In 2024 zag Kick Out Zwarte Piet (KOZP) af van demonstraties bij sinterklaasintochten in het land.

### 'Blokkeerfriezen'
In 2017 werden enkele bussen met demonstranten tegen Zwarte Piet door actievoerders klemgereden op de snelweg, zodat ze Dokkum, waar de landelijke intocht plaatsvond, niet konden bereiken. De demonstratie werd daarna alsnog verboden, uit vrees voor ernstige wanordelijkheden. De bussen met demonstranten waren ook in Weesp niet welkom. Daar werd door de burgemeester een noodbevel uitgevaardigd toen vernomen werd dat de demonstranten naar deze plaats wilden komen. In oktober 2018 kregen 34 snelwegblokkeerders door de rechtbank taakstraffen opgelegd. De hoogste straf was weggelegd voor initiatiefneemster Jenny Douwes die 240 uur taakstraf kreeg en een maand voorwaardelijke celstraf wegens opruiing. In de media werd rondom de rechtszaak veelvuldig van 'blokkeerfriezen' gesproken, en 'blokkeerfries' werd in 2018 tot 'woord van het jaar' verkozen.
In oktober 2019 werden in hoger beroep de straffen door het Gerechtshof Arnhem-Leeuwarden verlaagd. Vijftien 'blokkeerfriezen' kregen allen een taakstraf van 90 uur opgelegd, aanzienlijk minder dan aanvankelijk was geëist. Ook 'boegbeeld' Jenny Douwes kreeg 90 uur taakstraf opgelegd, terwijl tegen haar de maximale taakstraf van 240 uur en tevens een voorwaardelijke celstraf van drie maanden was geëist. De door de verdediging bepleite vrijspraak zat er niet: volgens het hof was het blokkeren van de A7 bij Joure op 18 november 2017 door 34 'blokkeerfriezen' een collectieve actie. 'Alle deelnemers hadden hetzelfde doel,' aldus het hof. De straf werd gematigd omdat er geen ernstige ongelukken waren gebeurd en het een incident betrof. De verdachten hadden een vermeend recht in eigen hand genomen en voor eigen rechter gespeeld. Een dergelijke ondermijning van een beslissing van het bestuur en het aan anderen de mogelijkheid ontnemen te demonstreren, achtte het hof zeer ernstig en ontoelaatbaar. Juist impopulaire meningen behoren in een democratische samenleving door een demonstratie geuit te kunnen worden. Het reguleren van betogingen en het handhaven van de openbare orde en veiligheid zijn bij uitstek taken van de overheid en niet van (groepen van) individuele burgers. Het was niet aan de verdachten ter bepaling waar en wanneer er mocht worden gedemonstreerd en evenmin om zelf strafbare feiten te plegen om gevreesde ongeregeldheden te willen voorkomen. Van een overmachtssituatie was geen sprake en het handelen van de verdachten kon als eigenrichting worden aangemerkt. Dat kan volgens het hof niet worden getolereerd omdat dit ernstig afbreuk doet aan de democratische rechtstaat.

## Winkeliers
Diverse winkels kondigden in 2014 aan Zwarte Piet uit hun winkelbeeld te verwijderen. De pieten op verpakkingsmaterialen werden minder stereotiep. Zo kregen de figuren minder dikke lippen of hadden ze geen oorbellen meer.
Verschillende retailers namen in 2015 initiatieven om alternatieven naast Zwarte Piet te zetten. Winkeliers zochten naar een toekomstbestendige invulling, omdat het sinterklaasfeest een van de belangrijkste periodes van het jaar voor hen is.
Jumbo Supermarkten haalde in 2016 beeltenissen van Sinterklaas en Zwarte Piet van het huismerk. Het bedrijf zou symbolen als de mijter van Sinterklaas en de pet van Zwarte Piet afbeelden. In etalages van winkels in het Groene Hart is Zwarte Piet eerder een uitzondering dan regel. Tegenstanders bekladden reclameborden voor een sinterklaasfeest in Amersfoort, de plaatselijke winkeliersvereniging besloot geen aangifte te doen van dit vandalisme.

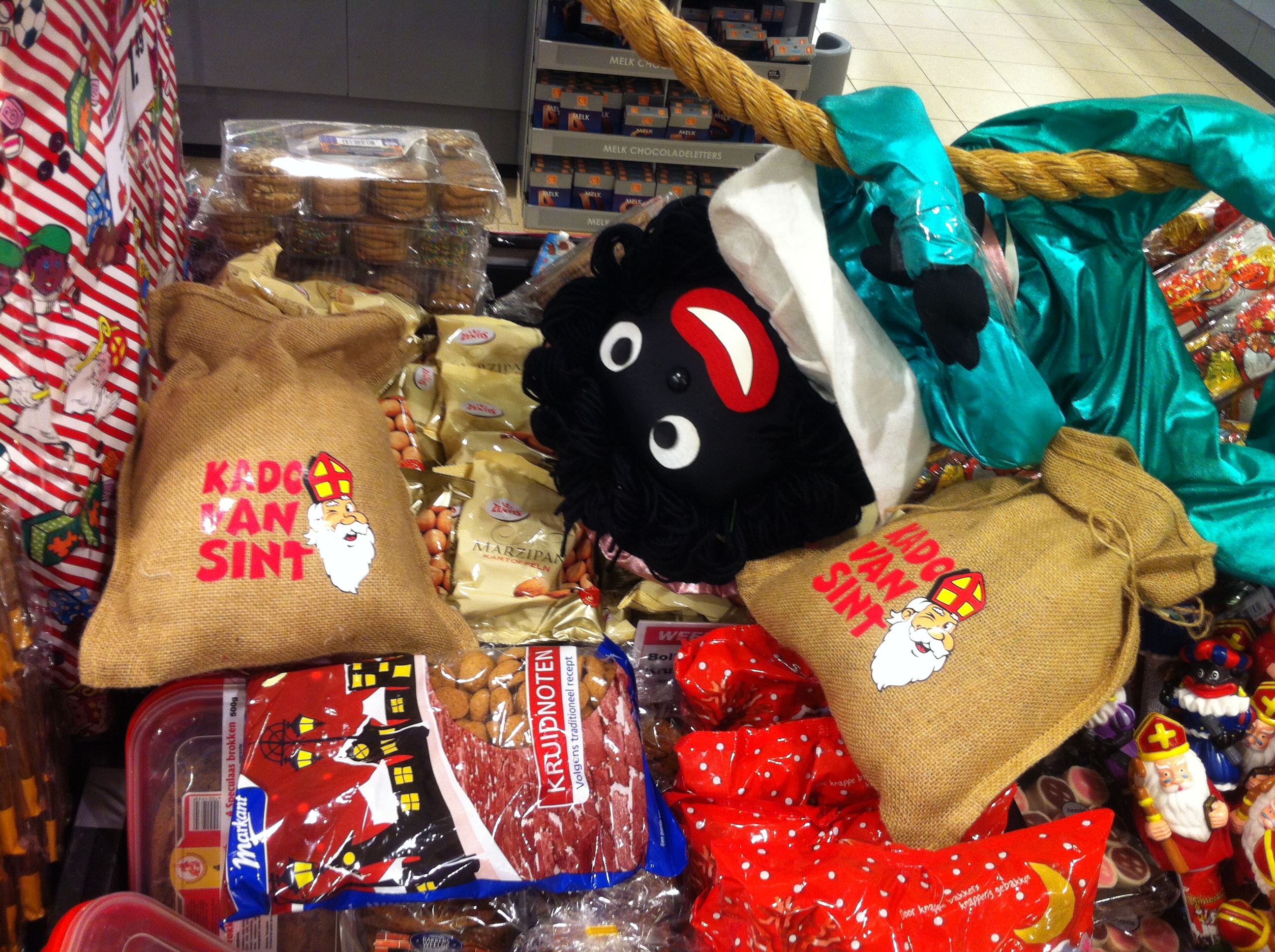
Sinterklaaswaren in een supermarkt in 2013; een roet-Zwarte Piet met dikke rode lippen
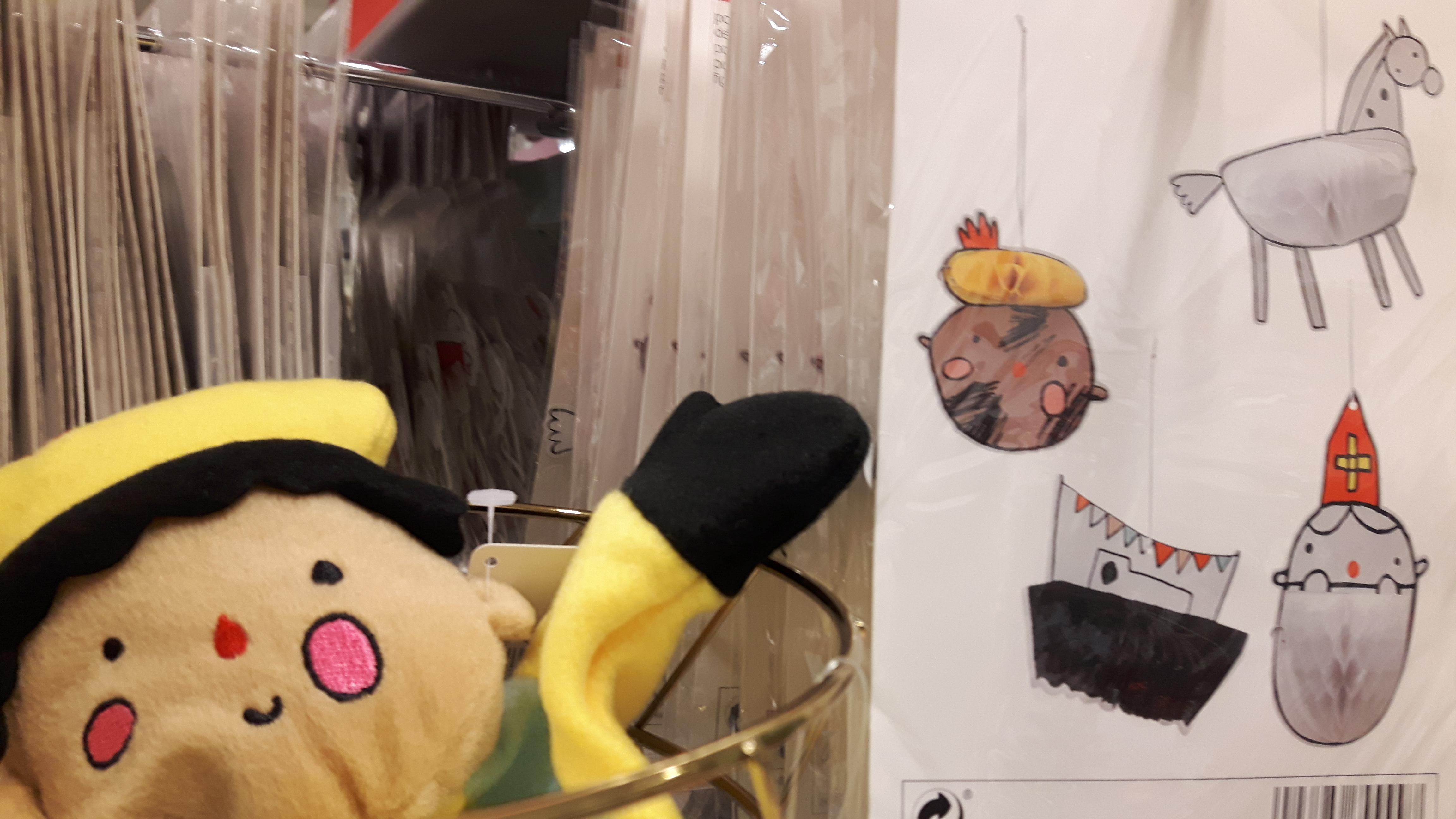
Sinterklaasartikelen bij de Hema in 2017; Zwarte Piet heeft roze wangetjes en roetvegen

## Televisie
RTL Nederland zag in 2015 nog geen reden om het uiterlijk van Zwarte Piet te wijzigen. Op 24 oktober 2016 maakte RTL Nederland bekend in televisieprogramma's als De Club van Sinterklaas pieten met andere kleuren en zogeheten "schoorsteenpieten" of "roetveegpieten" te tonen. RTL zou voortaan geen Zwarte Pieten meer inzetten. In 2017 zond RTL geen reclames uit waarin Zwarte Piet wordt afgebeeld, dit was reeds in 2016 besloten en aan bedrijven medegedeeld.

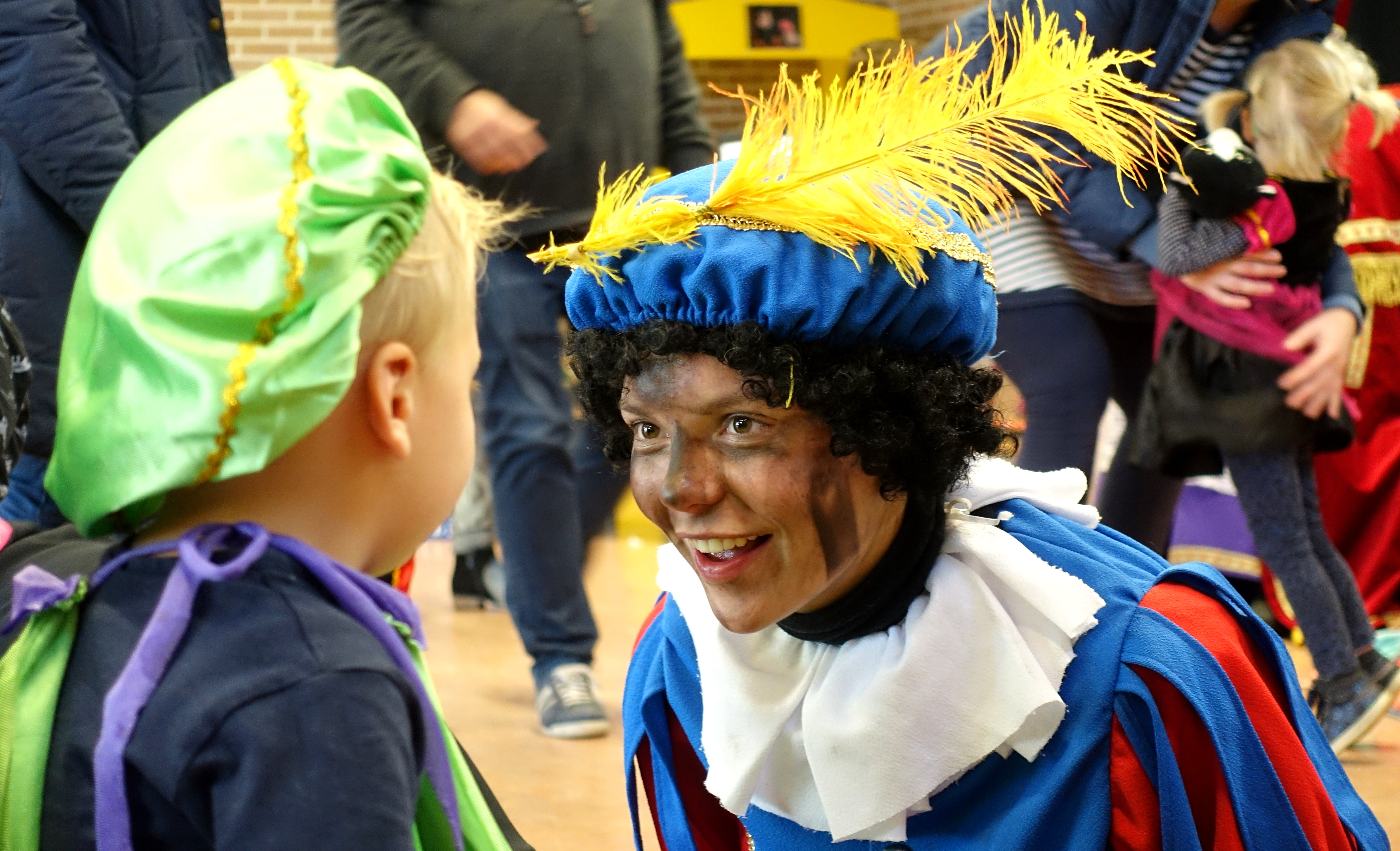
Een variant op Zwarte Piet: roetpiet, roetveegpiet of schoorsteenpiet

In de programma's van de NTR wordt de naam Zwarte Piet sinds 2006 niet meer gebruikt, evenals oorringen en rode lippen. Het populaire Sinterklaasjournaal gebruikte in 2016 zowel zwarte als blanke niet-geschminkte pieten, maar naast de klassieke Zwarte Pieten ook kleurige pieten en roetpieten. Begin oktober 2017 meldde de NTR de bontgekleurde pieten vanaf dan niet langer te zullen gebruiken, aangezien het niet binnen de traditie past. De NTR meldde het uiterlijk niet te laten afhangen van de mening van de sterk uitgesproken voor- of tegenstanders: "Je kunt met hen ook geen debat meer voeren, want het gaat hen alleen nog maar om hun zin doordrijven. Wij zoeken de nuance, de gulden middenweg." In 2019 spelen geen Zwarte Pieten meer mee bij de landelijke intocht en het Sinterklaasjournaal van de NTR, de Huispiet Maarten Wansink stopt.
Paul de Leeuw maakte tot 2014 gebruik van Zwarte Pieten in zijn verschillende programma's van het format Sint & De Leeuw. Sindsdien werden de Zwarte Pieten vervangen door andere hulpjes. In 2015 besloot De Leeuw Sinterklaas te laten komen met vrouwen met blote gekleurde borsten en noemde hen 'Gekleurde Tieten'. Het jaar daarna in 2016 kwam Sinterklaas met kanariepieten en in 2017 met gespierde mannen in speedo's genaamd 'Cadeau-kanjers', deze laatstgenoemde was een parodie op de koffermeisjes van Miljoenenjacht. Het jaar daarop, in 2018, werden de vervangende hulpjes ook afgeschaft en kwam Sinterklaas alleen.
Nickelodeon toont sinds 2015 ongeschminkte pieten.
In het voorjaar van 2018 stond in het eerste seizoen van de televisieserie De Luizenmoeder het zwartepietendebat één aflevering centraal. In de aflevering werden alle typische voor- en tegenargumenten over Zwarte Piet door de acteurs aangedikt.

## Scholen
Uit een onderzoek in 2017 onder 400 schooldirecteuren van het basisonderwijs bleek een duidelijk verschil tussen scholen van de drie grote steden Amsterdam, Rotterdam en Den Haag en de overige gemeenten. Van de grote steden zet 17% van de scholen Zwarte Pieten in en 84% roetveegpieten. Op basisscholen in Utrecht werd in 2017 gebruikgemaakt van roetveegpieten. In de rest van het land worden bij 89% van de scholen Zwarte Pieten ingezet en 22% (ook of alleen) roetveegpieten. Uit hetzelfde onderzoek blijkt dat op 4% van de scholen een regenboogpiet voorkomt. De zwartepietendiscussie heeft een rol gespeeld bij 71% van de scholen in de grote steden en bij 25% in de rest van het land.

## Lokale intochten

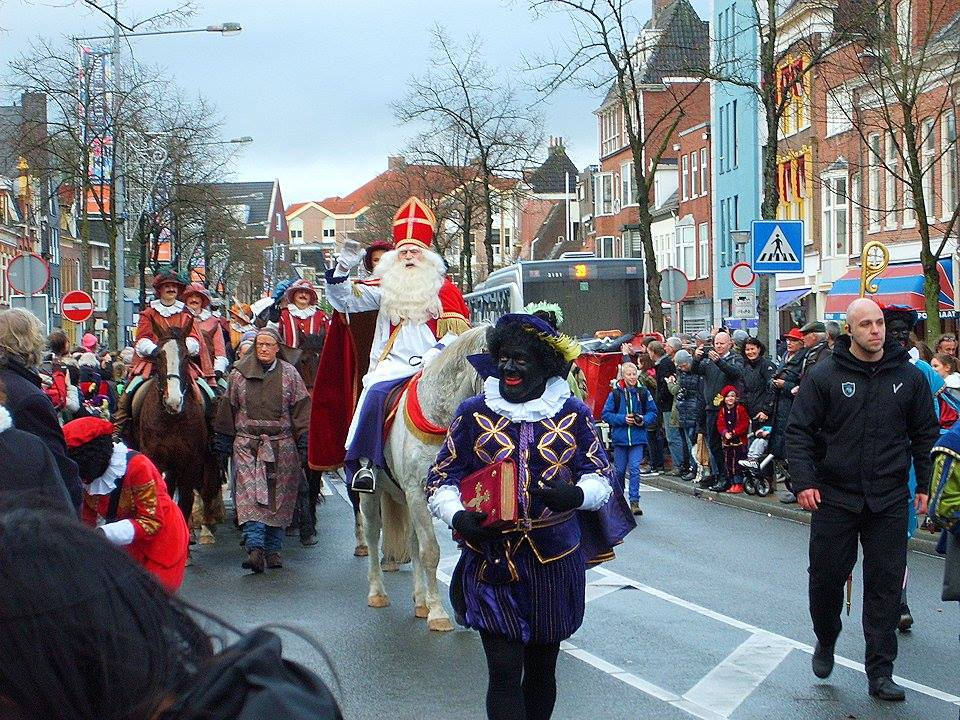
Sinterklaas wordt in Groningen begeleid door Zwarte Pieten en Spaanse edelen; 2015.

Bij de lokale intocht in de wijk IJburg in Amsterdam op 23 november 2013 waren er als gevolg van de discussie enkele tientallen 'Gekleurde Pieten'.
Bij de landelijke intocht in 2014, dat jaar in Gouda, waren ook pieten in andere kleuren dan zwart aanwezig. Bij de intocht van Sinterklaas in Amsterdam had een kwart van de Zwarte Pieten roetvegen op het gezicht. In de meeste Nederlandse gemeenten veranderde er echter weinig. In 2015 bracht Meppel voor de landelijke intocht aanpassingen aan. In Friesland bleven Zwarte Piet en zijn tegenhanger Swarte Pyt (de knecht van Sint Piter te Grouw) een zwarte of bruine kleur houden.
Naast Amsterdam (waar 75% van de pieten niet geheel zwart waren), Den Haag en Utrecht zetten ook Rotterdam en Leiden in 2016 roetveegpieten in. In de meeste dorpen en steden is Zwarte Piet bruin of zwart.
De gemeente Rotterdam besloot in 2017 de Zwarte Piet in drie jaar uit te faseren. In Amsterdam zou vanaf dit jaar geen enkele traditionele Zwarte Piet tijdens de intocht te zien zijn. De Amsterdamse pieten kregen het uiterlijk van Spaanse edellieden. Naast Amsterdam zouden ook de gemeentes Den Haag en Meppel geen Zwarte Pieten meer gebruiken.
Buiten Amsterdam, Rotterdam, Den Haag en Utrecht was in 2017 vrijwel enkel de traditionele Zwarte Piet te zien bij Sinterklaasintochten. In 2018 maakte Leiden bekend dat er in 2019 alleen schoorsteenpieten zouden zijn; voor 2018 zelf beloofde men dat slechts 50% van de pieten nog zwart zouden zijn.
In 2019 waren er 46 plaatsen waar roetveegpieten werden ingezet. In andere plaatsen werden als alternatief op het Sinterklaasjournaal van de NTR andere sinterklaasshows met traditionele zwarte pieten via YouTube opgezet. Tevens werd bekend dat steeds meer vrijwilligers stopten omdat ze geen schoorsteenpiet of andere moderne variant van dit karakter wilden spelen. Uit een enquête van Editie NL in november 2019 onder alle 355 gemeenten, waarop 185 gemeenten reageerden, bleek 65% van de intochten met uitsluitend zwarte pieten te worden gehouden, 31% een mengeling van zowel zwarte piet als andere pieten zoals roetveegpieten te bevatten en waren er in 4% van de gemeenten helemaal geen zwarte pieten te bekennen, alleen maar andere pieten. Sommige gemeenten voerden een bewust beleid van geleidelijke verandering door steeds minder zwarte pieten en steeds meer roetveegpieten of gekleurde pieten te gebruiken zodat kinderen en volwassenen aan de overgang kunnen wennen. Zo hield Tilburg de intocht van 2019 met 20 roetveegpieten en 80 zwarte pieten en zouden het vanaf 2020 alleen maar roetveegpieten zijn. Uit een rondgang van de NOS bij de 120 grootste gemeenten in november 2019 bleek dat ruim 60% subsidies verstrekt voor het organiseren van de sinterklaasintocht. Alleen Deventer, Enschede, Groningen en Schiedam stelden voorwaarden aan die subsidie: zo moesten in Deventer minstens 33% van de pieten roetveegpieten zijn en mochten in Schiedam geen oorbellen of rode lippen worden gebruikt. Almere, Delft, Den Haag, Leiden, Middelburg, Oss, Veenendaal en Woerden stimuleerden officieel ook de verandering van het uiterlijk van Piet, maar koppelden dit niet aan de subsidie. Veel andere gemeenten zeiden er intern nog geen consensus over te hebben bereikt of dat het bepalen van het uiterlijk van Zwarte Piet niet hun taak was en dit over te willen laten aan het maatschappelijk debat of de betrokken organisaties.
Op 13 mei 2020 heeft de gemeente Groningen in een versneld proces besloten om Zwarte Piet niet meer toe te staan tijdens de intocht. In Haren en Ten Boer wordt stapsgewijs toegewerkt naar een intocht met alleen naturel, roetveeg of anders geschminkte pieten. Over een aantal jaren moet dat het geval zijn. In juni 2020 vonden er grootschalige protesten na de dood van George Floyd plaats tegen racisme en politiegeweld; in Nederland werden deze gecombineerd met protesten tegen Zwarte Piet. Naar aanleiding daarvan besloten de gemeenteraden van onder meer Nijmegen en Arnhem om geen zwarte pieten meer toe te staan bij de sinterklaasintochten, alleen nog roetveegpieten of gekleurde pieten. Veel Sinterklaasintochten gingen niet door vanwege corona maatregelen
In 2020 werden in de Haagse wijk Duindorp door een burgercomité kleine intochten georganiseerd met enkele ('ouderwetsen') zwarte pieten. Hierbij werd door de politie opgetreden om een voortzetting van de intocht naar het Laakkwartier te verhinderen.

## Discussie buiten Nederland

### Vlaanderen

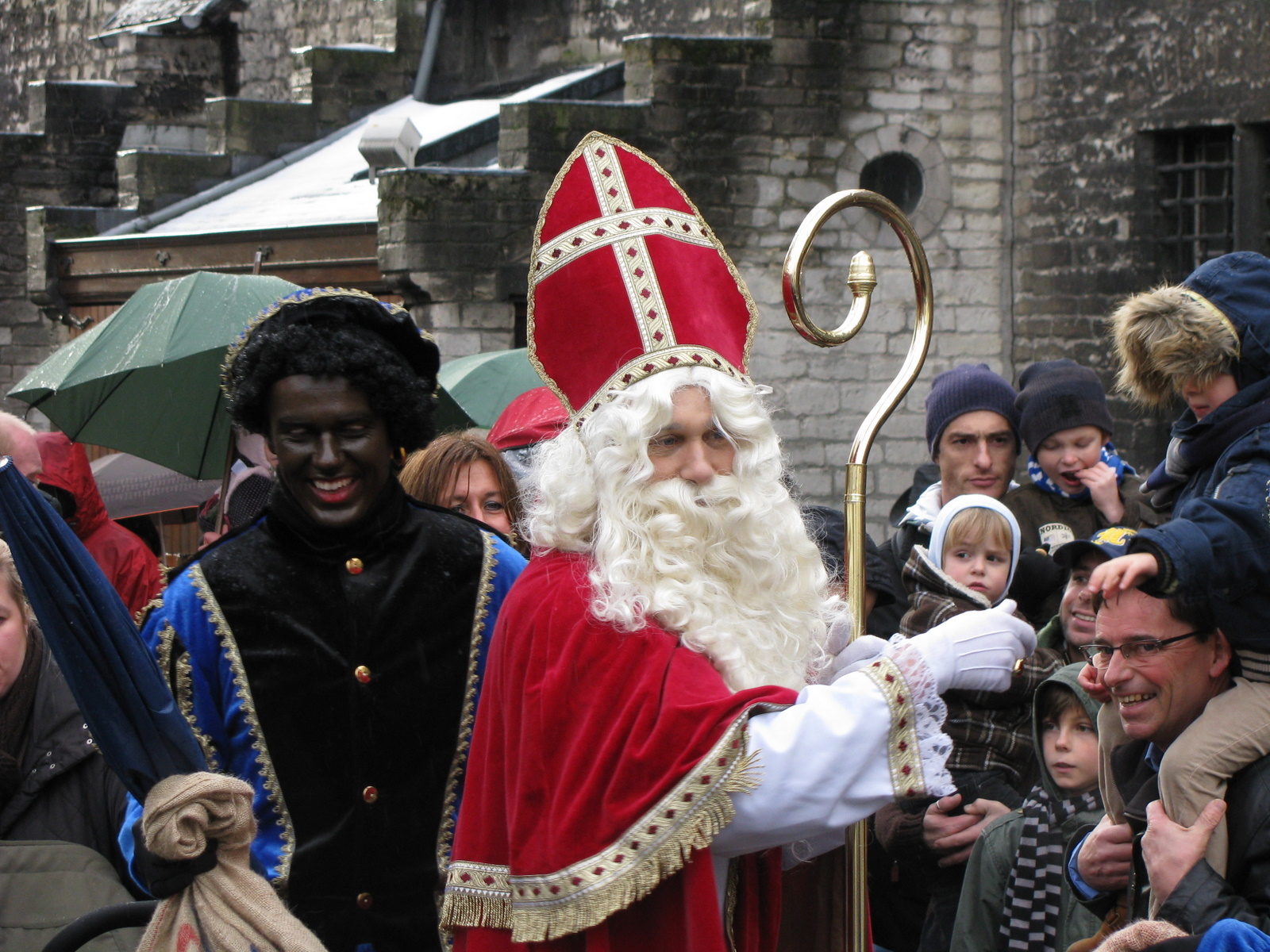
De aankomst van Sinterklaas en Zwarte Piet in Gent, België; 2008.

In Vlaanderen leeft de discussie over Zwarte Piet minder. De discussie wordt voornamelijk gevoerd naar aanleiding van wat in Nederland gebeurt. Eind 2014 was het oordeel van het Centrum voor gelijkheid van kansen en voor racismebestrijding dat het beeld van Zwarte Piet niet discriminerend is. Het centrum riep wel op tot debat en vroeg "de figuur van Zwarte Piet in elk geval anders voor te stellen dan een domme, ondergeschikte of gevaarlijke zwarte man".
In 2015 werd de Vlaamse Sinterklaasfilm Ay Ramon! opgenomen, waarin het uiterlijk van Zwarte Piet aangepast was. Hij had geen kroeshaar, gekleurde lippen en oorbellen meer en zijn gezicht had zwarte vegen in plaats van dat hij volledig zwart was geschminkt. Dezelfde aangepaste Zwarte Piet trad ook aan in Antwerpen, tijdens de jaarlijkse intocht. Wouter Van Bellingen van het Minderhedenforum noemde deze roetveegpiet "een eerbaar compromis in deze fase van de discussie".
In 2016 werd door verschillende Vlaamse zenders voor kinderen, speelgoedwinkels, theaterorganisaties en onderwijsinstanties een Pietenpact ondertekend; vanaf 2017 worden er geen volledig zwart geschminkte pieten gebruikt. Dat stuitte echter op verzet. Verschillende petities voor het behoud van de klassieke Zwarte Piet werden gelanceerd. Daarbij lieten ook verschillende mensen van Afrikaanse origine, zoals Lies Lefever, zich uit tégen dat Pact.
In grote steden zoals Antwerpen en Gent trad in 2017 de roetveegpiet op, terwijl op het platteland de traditionele Zwarte Piet zichtbaar bleef.
Ook het Vlaamse programma Dag Sinterklaas kwam in 1993 al terug op de zwarte huidskleur van Zwarte Piet. Hierin werd echter beweerd dat Zwarte Piet eigenlijk een blanke is, die zwart geworden is omdat hij steeds door de (met roet gevulde) schoorstenen moet kruipen. In 2019 werd een complete make-over gegeven aan de Sinterklaasreeks: er zijn geen Zwarte Pieten meer, maar Sinterklaas wordt begeleid door twee politiemannen, een circusartiest, een professor, een Spaanse ballerina en één roetveegpiet.
In 2023 kwam de Sint aan in Kortrijk, actiegroep "België kan het" protesteerde daar tegen zwarte piet. In Vilvoorde wordt er juist actie gevoerd door voorstanders van Zwarte Piet.

### Curaçao

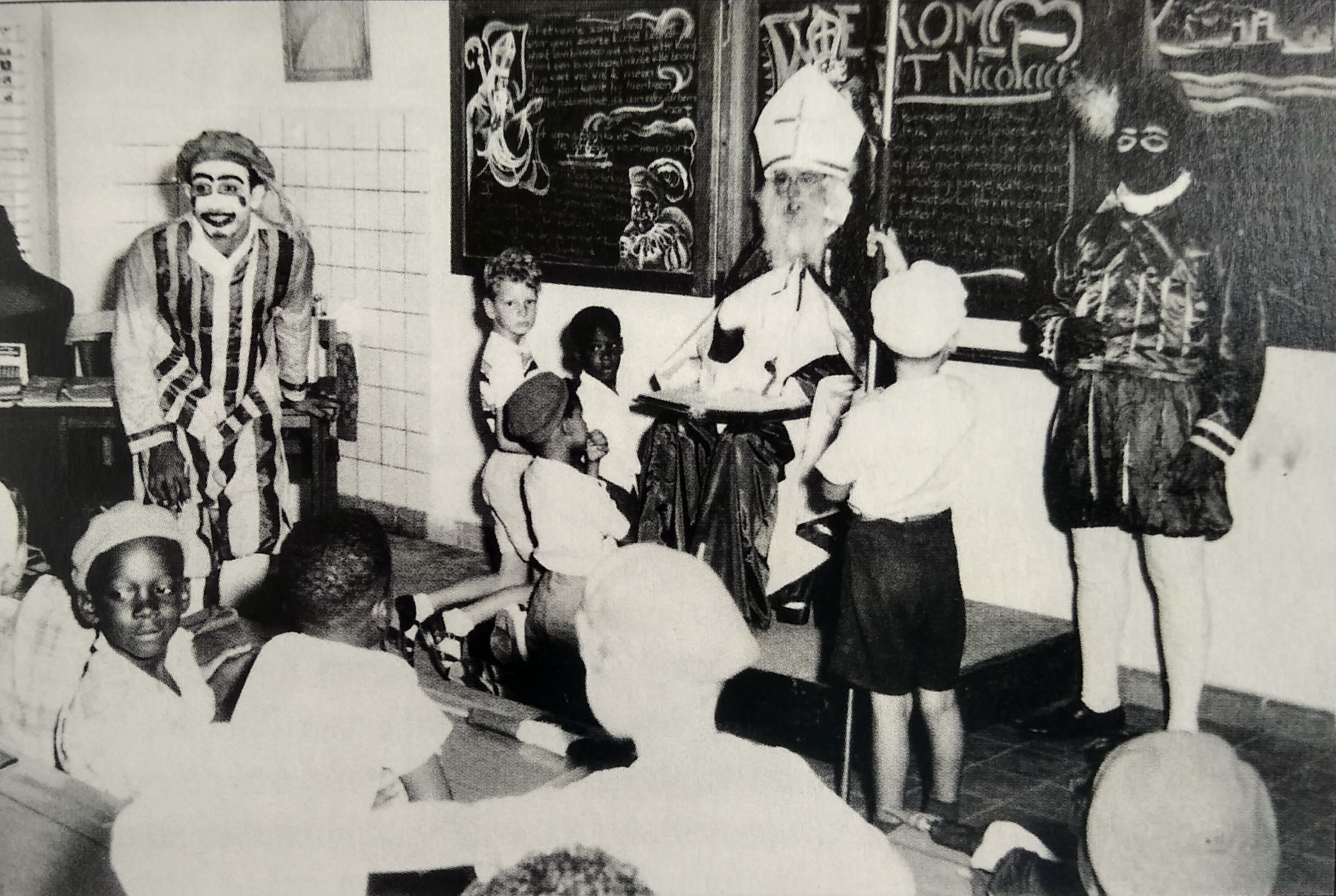
Sinterklaasfeest op Curaçao

Op het Antilliaanse eiland Curaçao bestond sinds 2012 de gewoonte dat de pieten alle kleuren van de regenboog hadden. Dit werd gedaan om tegemoet te komen aan de bezwaren van een kleine minderheid op het eiland. Er waren naast deze gekleurde pieten ook vele pieten zwart geschminkt en Sanikolas (Sinterklaas) werd wit geschminkt. Ook liepen smurfen en andere fantasiewezens mee in de optocht van Sanikolas.
In 2020 verklaarde de Curaçaose overheid dat het sinterklaasfeest niet langer gesteund en gesubsidieerd wordt. Het wordt vervangen door een nieuw concept voor een nationaal kinderfeest. In 2023 blijkt de Sinterklaasintocht echter nog altijd plaats te vinden en wordt voort het vierde achtereenvolgende jaar georganiseerd door Stichting Fundashon Entretenementu Sosial Edukativo. Sinterklaas arriveerde in 2024 samen met ‘su amigunan’ (zijn vrienden) in plaats van de traditionele Pieten.

### Aruba

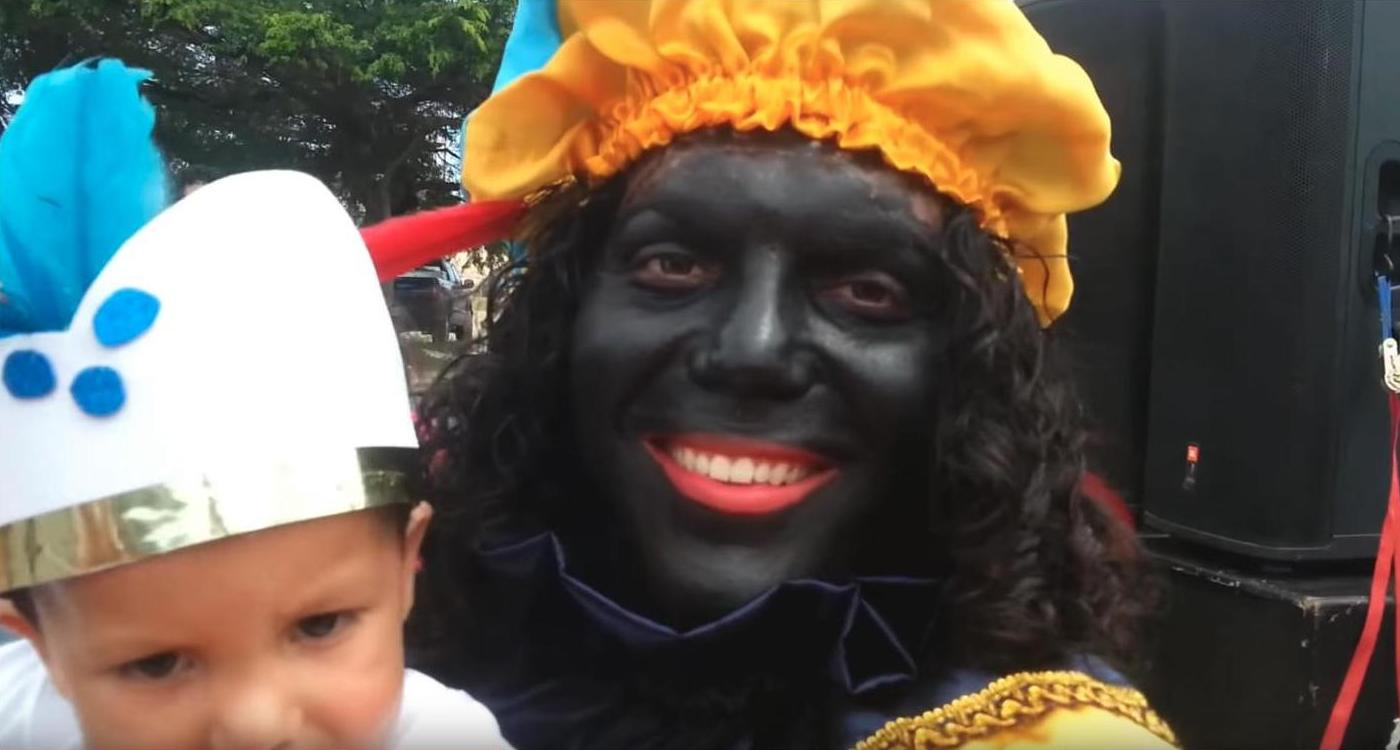
Sinterklaasintocht op Aruba in 2013

Op Aruba werd de discussie wel gevoerd. In 2013 bleven de pieten zwart. In 2020 zullen geen zwart geschminkte Pieten meer aanwezig zijn bij de intocht.
Door de COVID pandemie is de Sinterklaasintocht enkele jaren niet doorgegaan. Daarna kwam Sinterklaas met zijn gekleurde pieten weer naar Oranjestaed.

### Bonaire
Op Bonaire werd de discussie voor een lange tijd niet breed gevoerd en werd het gezien als een traditie. Sinterklaas werd wit geschminkt en de Zwarte Pieten werden ook geschminkt. Shaëdra Boromeo van het Centrum voor Jeugd en Gezin die de intocht organiseerde in 2013: "Natuurlijk worden ze geschminkt. Pretu pretu. Zwarter dan zwart." In 2020 werd besloten dat zwartgekleurde Pieten geen deel meer zullen uitmaken van de sinterklaasintochten.
Op Bonaire wordt de discussie in 2023 veel minder gevoerd. Veel ouders die aanwezig zijn bij de intocht, zeggen geen moeite te hebben met Zwarte Piet. Een aanwezige bij de intocht noemt de discussie iets ‘uit het verleden’. “Tuurlijk is het belangrijk dat we het verleden kennen, maar laten we het vooral leuk houden en stoppen met te veel daarin blijven hangen.” Sinterklaas wordt op Bonaire wit geschminkt.

### Canada
De intocht van Sinterklaas in 2011 in New Westminster, een voorstad van Vancouver in Canada, werd afgeblazen na verhitte discussies over het al dan niet racistische karakter van Zwarte Piet.